# Kāma

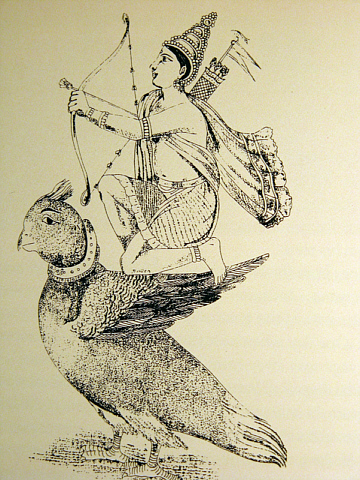
Kamadeva in una stampa del XVIII secolo

Kāma (in sanscrito कामदेव), o Kāmadeva, nella religione indiana è il deva del piacere, dell'amore, del desiderio. 
Come Eros, è rappresentato da un giovane a due braccia con arco di canna da zucchero, la cui corda è fatta di una fila di api, e cinque frecce, ognuna fatta da un fiore differente rappresentante i cinque sensi, che suscitano l'amore nelle persone che colpisce. Raffigurato a cavallo di un pappagallo, con un vessillo rosso raffigurante un delfino, è attorniato da musici e danzatrici. Nell'Atharva Veda (IX,2.19) è menzionato come il più potente e superiore a tutti gli dei. Nel Rig Veda è descritto come capace di suscitare in Brahmā il desiderio di non restare da solo, provocando così la creazione del mondo. Kama è descritto come "aja", "non nato", e come "atma-bhū", "nato da se stesso". Nei Purāṇa la sua sposa è Rati (Passione), ha un figlio (Aniruddha, Senza rivali), una figlia (Thrisha, Saliva) ed un fratello gemello, Krodha, (Collera).
Nel Rāmāyaṇa si racconta come gli dei avessero inviato Kama a scuotere Shiva dalla profonda meditazione in cui era assorto. Disturbato, Shiva ridusse il dio (da allora conosciuto come "ananga", "senza corpo") in cenere con un solo sguardo del terzo occhio. Grazie alle suppliche di Rati, sposa di Kama, Shiva consentì a Kama di rinascere come Pradyumna, figlio di Krishna.
Kama è venerato dagli innamorati e dagli yogi, i praticanti dello yoga, perché è grazie a lui che ci si può liberare dal desiderio.
Kama compie una serie di azioni guerresche ed erotiche, quindi è impegnato in combattimenti e relazioni amorose.
Nella tradizione buddista è identificato con Mara, il dio del male.
Il termine kama viene riferito anche al più sacro dei purushartha, gli scopi della vita umana, qui inteso come il raggiungimento del benessere e della felicità in termini psicofisici.